# Edssjön
Edssjön är en sjö i Upplands Väsby kommun, Stockholms län. Sjön har en yta av cirka 1 km2. Sjön är näringsrik och har ett rikt fågelliv. Edssjön är en bra fiskesjö, med fiskar som gädda, abborre, gös, braxen, mört, löja, id, sutare, ål, signalkräfta och asp samt troligen även björkna, gärs, lake, ruda och sarv.
Sjön belastas av mycket höga halter av näringsämnen, främst från jordbruk, tätort, skog och enskilda avloppsanläggningar. Övergödningen orsakar återkommande algblomningar - ibland med giftiga blågrönalger - vilket gör sjön olämplig som badsjö.
Edssjön har kontakt med Oxundasjön via Väsbyån och med Norrviken via Edsån.

## Delavrinningsområde
Edssjön ingår i delavrinningsområde (659735-161587) som SMHI kallar för Utloppet av Edssjön. Medelhöjden är 32 meter över havet och ytan är 21,11 kvadratkilometer. Räknas de 11 avrinningsområdena uppströms in blir den ackumulerade arean 141,09 kvadratkilometer. Oxundaån som avvattnar avrinningsområdet har biflödesordning 3, vilket innebär att vattnet flödar genom totalt 3 vattendrag innan det når havet efter 56 kilometer. Avrinningsområdet består mestadels av skog (42 procent), öppen mark (11 procent) och jordbruk (21 procent). Avrinningsområdet har 1,65 kvadratkilometer vattenytor vilket ger det en sjöprocent på 4,2 procent. Bebyggelsen i området täcker en yta av 8,59 kvadratkilometer eller 22 procent av avrinningsområdet.